# Aloe amudatensis
Aloe amudatensis ist eine Pflanzenart der Gattung der Aloen in der Unterfamilie der Affodillgewächse (Asphodeloideae). Das Artepitheton amudatensis verweist auf das Vorkommen der Art bei Amudat in Uganda.

## Beschreibung

### Vegetative Merkmale
Aloe amudatensis wächst stammlos, sprosst und bildet kleine bis große dichte Klumpen. Die etwa zwölf lanzettlich-verschmälerten Laubblätter bilden dichte Rosetten. Die trübgrüne Blattspreite ist 46 Zentimeter lang und 5,5 Zentimeter breit. Auf ihr befinden sich ovale weiße Flecken, die unregelmäßige Querbänder bilden. Die Zähne am weißen, hornigen Blattrand sind 2 Millimeter lang und stehen 3 bis 8 Millimeter voneinander entfernt.

### Blütenstände und Blüten
Der meist einfache Blütenstand besteht gelegentlich aus ein bis zwei Zweigen und erreicht eine Länge von 50 bis 65 Zentimeter. Die etwas lockeren, zylindrischen, leicht konischen Trauben sind 8 Zentimeter lang und 6 bis 7 Zentimeter breit. Die eiförmig-deltoiden Brakteen weisen eine Länge von 10 Millimeter auf und sind 3 Millimeter breit. Die rosaroten bis korallenroten Blüten stehen an 17 Millimeter langen Blütenstielen. Die Blüten sind 23 Millimeter lang und an ihrer Basis gestutzt. Auf Höhe des Fruchtknotens weisen die Blüten einen Durchmesser von 9 Millimeter auf. Darüber sind sie abrupt auf 6 Millimeter verengt und schließlich zur Mündung wieder erweitert. Ihre äußeren Perigonblätter sind auf einer Länge von 7 Millimetern nicht miteinander verwachsen. Die Staubblätter und der Griffel ragen bis zu 1 Millimeter aus der Blüte heraus.

### Genetik
Die Chromosomenzahl beträgt {\displaystyle 2n=14}.

## Systematik und Verbreitung
Aloe amudatensis ist im Nordosten von Uganda und im Nordwesten von Kenia auf sandigen Böden in offenem laubabwerfenden Buschland in Höhen von 914 bis 1340 Metern verbreitet.
Die Erstbeschreibung durch Gilbert Westacott Reynolds wurde 1956 veröffentlicht.

## Nachweise